# إدوارد جوزيف يونغ
إدوارد جوزيف يونغ (بالإنجليزية: Edward Joseph Young)‏ هو عالم عقيدة أمريكي، ولد في 29 نوفمبر 1907، وتوفي في 14 فبراير 1968.